# Interpolació polinòmica
En anàlisi numèrica, la interpolació polinòmica és la interpolació d'un conjunt de dades donat pel polinomi de grau més baix possible que passa pels punts del conjunt de dades.
Donat un conjunt de n + 1 punts de dades {\displaystyle (x_{0},y_{0}),\ldots ,(x_{n},y_{n})}, sense dos {\displaystyle x_{j}} el mateix, una funció polinòmica {\displaystyle p(x)=a_{0}+a_{1}x+\cdots +a_{n}x^{n}} es diu que interpola les dades si {\displaystyle p(x_{j})=y_{j}} per a cada {\displaystyle j\in \{0,1,\dotsc ,n\}} .
Sempre hi ha un únic polinomi d'aquest tipus, generalment donat per dues fórmules explícites, els polinomis de Lagrange i els polinomis de Newton.

## Construcció del polinomi d'interpolació

Els punts vermells denoten els punts de dades (x_{k}, y_{k}), mentre que la corba blava mostra el polinomi d'interpolació.

### Interpolació de Lagrange
Podem escriure el polinomi immediatament en termes de polinomis de Lagrange com: {\displaystyle {\begin{aligned}p(x)&={\frac {(x-x_{1})(x-x_{2})\cdots (x-x_{n})}{(x_{0}-x_{1})(x_{0}-x_{2})\cdots (x_{0}-x_{n})}}y_{0}\\[4pt]&+{\frac {(x-x_{0})(x-x_{2})\cdots (x-x_{n})}{(x_{1}-x_{0})(x_{1}-x_{2})\cdots (x_{1}-x_{n})}}y_{1}\\[4pt]&+\cdots \\[4pt]&+{\frac {(x-x_{0})(x-x_{1})\cdots (x-x_{n-1})}{(x_{n}-x_{0})(x_{n}-x_{1})\cdots (x_{n}-x_{n-1})}}y_{n}\\[7pt]&=\sum _{i=0}^{n}{\Biggl (}\prod _{\stackrel {\!0\,\leq \,j\,\leq \,n}{j\,\neq \,i}}{\frac {x-x_{j}}{x_{i}-x_{j}}}{\Biggr )}y_{i}=\sum _{i=0}^{n}{\frac {p(x)}{p'(x_{i})(x-x_{i})}}\,y_{i}\end{aligned}}}Per arguments matricials, aquesta fórmula s'anomena fórmula de Sylvester i els polinomis de Lagrange amb valors matricials són les covariants de Frobenius.